# 제1군 (이탈리아)
제1군(이탈리아어: 1ª Armata)은 제1차 세계 대전과 제2차 세계 대전 당시에 운용했었던 이탈리아 육군의 야전군이다.
제1차 세계 대전이 발발한 1914년에 창설되었으며 1918년 제1차 세계 대전 종전과 함께 해체되었다. 1939년 제2차 세계 대전이 발발하면서 다시 창설되었지만 튀니지의 남북 협곡을 방어 하기 위해 독일-이탈리아 기갑군을 1군으로 변경되어 조반니 메세가 지휘를 맡기고 북아프리카 전선의 튀니지 전역에 참전했다. 1943년 이탈리아가 연합국에 항복을 선언하면서 해체되었다.

## 튀니지 전투 서열
- 상위부대: 아프리카 집단군

- 제20차량화군단
  - 제136보병사단 조바니 파시스티
    - 제136보병연대
    - 제8저격연대
    - 제136포병연대
    - 제25공병대대

  - 제101차량화사단 트리에스테
    - 제8기갑저격대대
    - 제11전차대대
    - 제65보병연대
    - 제66보병연대
    - 제21포병연대
    - 제52보병연대

  - 독일 국방군 제90경사단
    - 제155보병연대
    - 제288특수연대
    - 제190포병연대
    - 제605대전차대대
    - 제21포병연대
    - 제606대공대대
- 제21군단
  - 제80보병사단 라스페치아
    - 제125보병연대
    - 제126보병연대
    - 제80포병연대
    - 제39저격대대
    - 제80대전차대대
    - 제343포병대대
    - 제80공병대대

  - 제16차량화사단 피스토이아
    - 제35보병연대
    - 제36보병연대
    - 제3포병연대
    - 제16박격포대대
    - 제16대전차중대
    - 제51공병대대

  - 독일 국방군 제164보병사단
    - 제382보병연대
    - 제433보병연대
    - 제440보병연대
    - 제220포병연대
    - 제220구축전차대대
    - 제220정찰대대
- 아프리카 군단
  - 독일 국방군 제15기갑사단
    - 제8기갑연대
    - 제115기갑척탄병연대
    - 제33포병연대
    - 제33구축전차대대
    - 제33정찰대대

  - 독일 국방군 제21기갑사단
    - 제5기갑연대
    - 제165포병연대
    - 제39구축전차대대

  - 제131기갑사단 첸타우로
    - 제31전차연대
    - 제5저격연대
    - 제14차량화대대
    - 제22차량화대대
    - 제24차량화저격대대
    - 제131포병연대
    - 제22차량화보병지원대대
    - 제31차량화공병대대
    - 제차량화대전차대대
    - 제장갑대대
    - 제5오토바이저격대대